# 五氟苯硫酚
五氟苯硫酚是一种有机硫化合物，化学式为C6F5SH。它是一种无色易挥发液体，可以通过硫氢化钠和六氟苯反应制得。五氟苯硫酚的解离常数为2.68，是酸度较大的硫醇之一。其对应共轭碱可用作一种配体。

## 相关化合物
- 五氟苯酚